# Binsfeld (Nörvenich)
Binsfeld is een plaats in de Duitse gemeente Nörvenich, deelstaat Noordrijn-Westfalen, en telt 947 inwoners (31 december 2019). Het ligt in de Zülpicher Börde, een door suikerbieten- en aardappelakkers gedomineerd, bijna boomloos landschap.
Binsfeld heeft sedert december 2019 een stationnetje aan de spoorlijn Düren-Euskirchen.
In het dorp wonen veel mensen, die een werkkring hebben in het slechts 3½ km noordwestwaarts gelegen Düren.
Het in 1533 gebouwde en van 1990-1993 zeer ingrijpend gerenoveerde kasteel Binsfeld is als woonvorm voor ouderen in gebruik. De baronnen van Binsfeld waren in de late middeleeuwen als landvoogden werkzaam voor de Abdij van Nijvel.
Gedurende de Tweede Wereldoorlog was te Binsfeld een belangrijke Duitse stelling met FLAK-luchtdoelgeschut, met kleine kazerne, aanwezig. Een en ander is in 1966 ontmanteld.

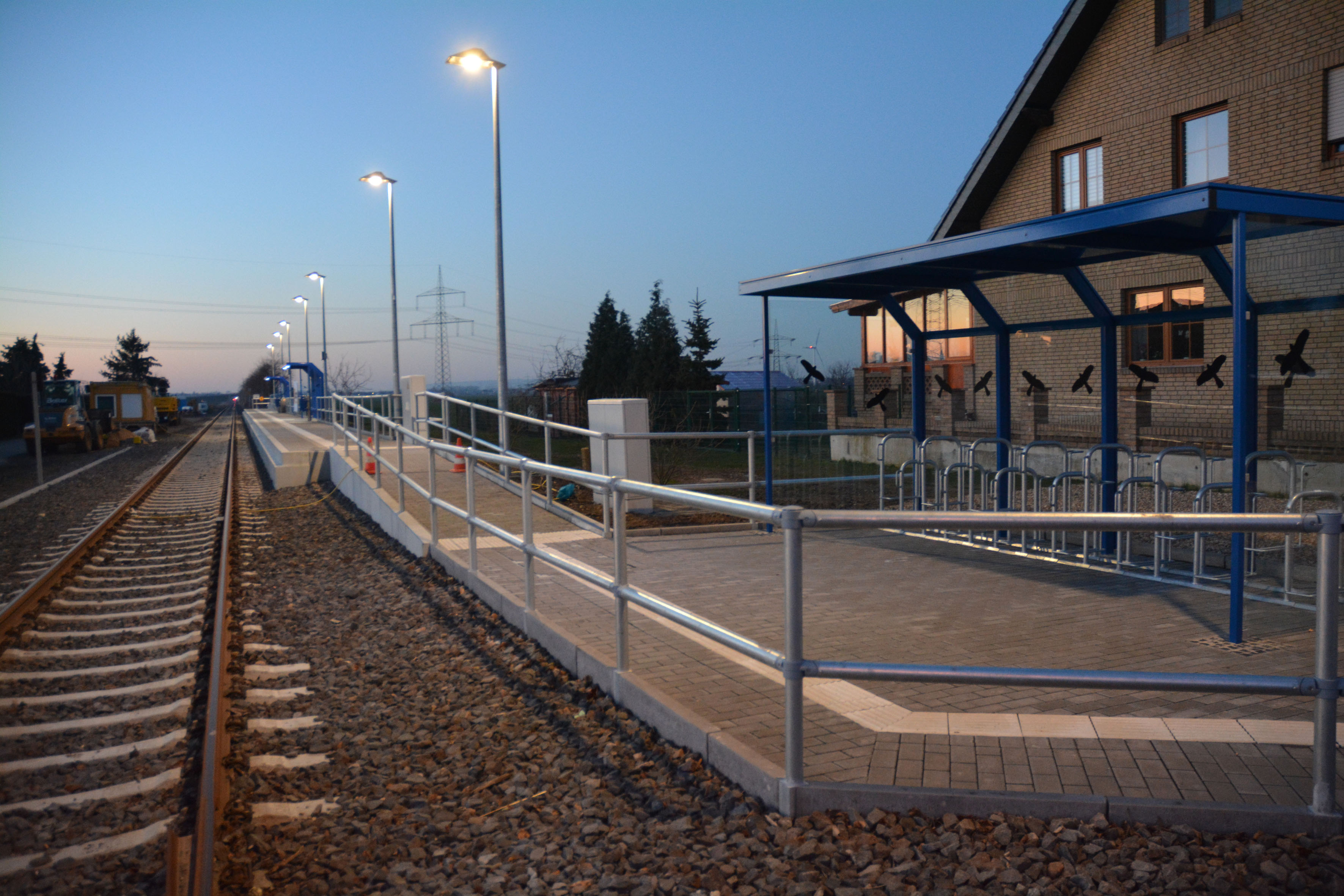
Station Binsfeld
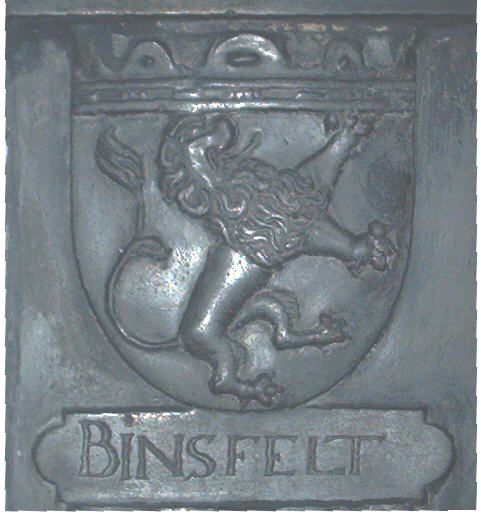
Wapen van de vroegere baronnen Von Binsfeld
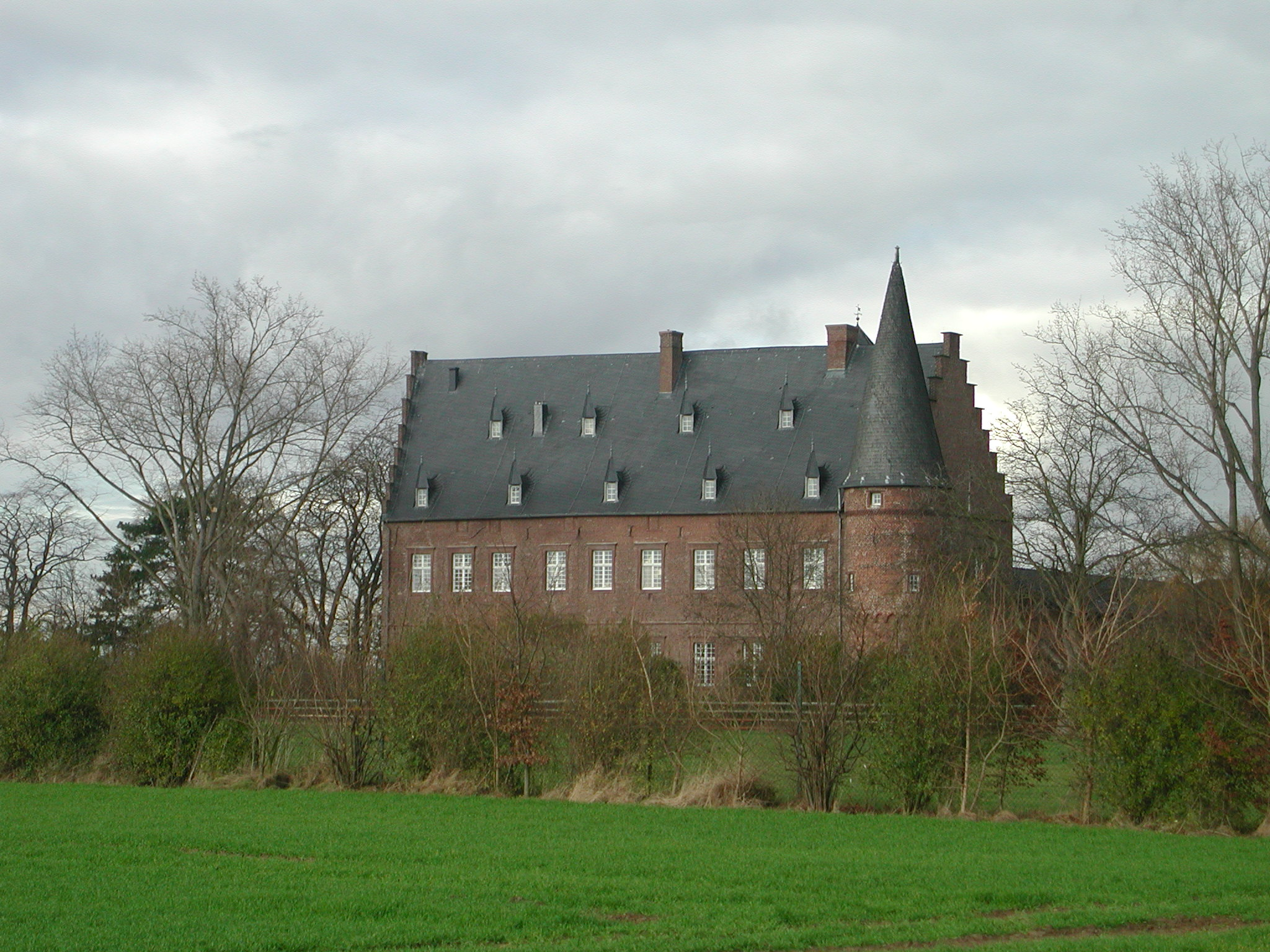
Kasteel Binsfeld
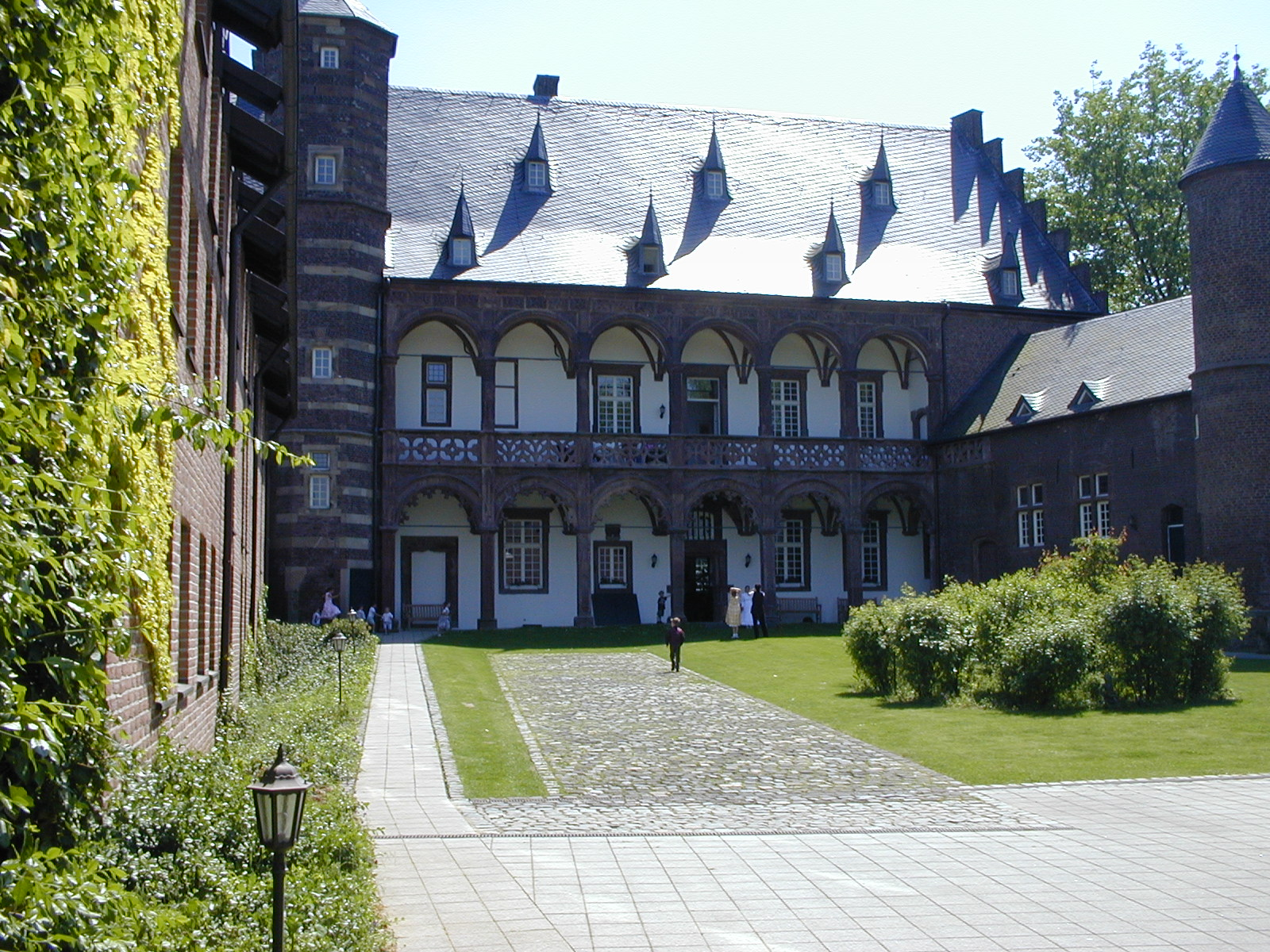
De in 1960 gerestaureerde binnenplaats van het kasteel